# Brăneşti (Ilfov)
Pour les articles homonymes, voir Brăneşti.
Brăneşti est une commune roumaine située dans le județ d'Ilfov.